# 肖永智
肖永智（1915年—1943年10月21日），也作萧永智，湖北黄安人，曾任八路军冀南军区第七军分区政委。

## 生平

### 早年
1915年，肖永智出生于大别山腹地湖北省黄安县紫云区肖家湾（今河南省信阳市新县箭厂河乡油榨湾村肖家湾）的一个农民家庭。7岁开始在本村私塾念书。1926年，考入箭厂河高等小学（紫云区中山高等小学）。其时，农民运动在其家乡正蓬勃兴起，肖永智于1927年在学校参加儿童团（童子团）。1928年，高小毕业。
1930年2月，黄安县苏维埃政府成立，肖永智成为县苏维埃的通信员。1930年4月，参加中国工农红军，任第十师师部宣传员。1931年1月，红十五军与红一军在商城的长竹园会师，合编为红军第四军。肖永智任红四军第十师宣传员兼少共团委书记。1931年11月，红四军与红二十五军合编为红四方面军。1932年5月，肖永智加入了中国共产党。1932年6月，升任红十师宣传科长。

### 从川陕到陕甘宁
1932年10月，肖永智随军从鄂豫皖革命根据地出发，于12月转移到川陕边界地区。1933年7月，红四方面军扩编后，肖永智被编入第三十一军，任红三十一军宣传队队长，不久调第九十一师任宣传科长。1934年秋，肖永智被定为“改组派”，1935年，任三十一军民运干事。1935年3月，肖永智随红四方面军退出川陕革命根据地参加长征。
1936年10月，肖永智随军抵达甘肃会宁地区，参加与红一、二方面军会师，后入中共中央党校学习，“改组派”问题平反。1937年6月，任第九十一师政治部主任。1937年七七事变后，肖永智被编入八路军一二九师，担任三八六旅七七二团政治处副主任、政治委员。在陕甘边区期间，肖永智积极投身宣传活动，发动群众打土豪分田地，帮助地方武装发展，建立苏维埃政权等，还曾参加山城堡、长生口、神头岭、响堂铺、路王坟等战斗。

### 鲁西北

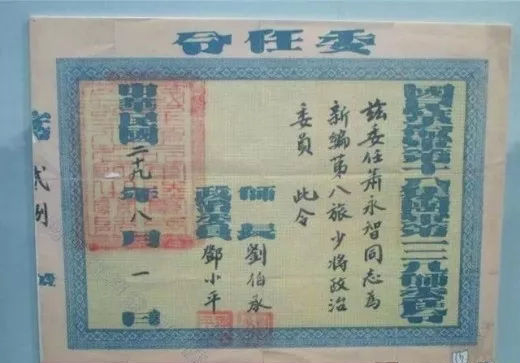
萧永智被任命为新八旅政委的委任令

1939年8月，肖永智被调入一二九师东进先遣纵队，任政治委员，与司令员李聚奎率一二九师骑兵团、青年纵队第三团到鲁西北开辟抗日革命根据地。1939年夏，赵健民率筑先抗日游击纵队第三营到桑桥，接受先遣纵队政委肖永智的指挥。随后，肖永智按中共党组织决定，带领该营到堂邑西部活动，在打击日伪军同时积极宣传中共的政策和主张，扩大八路军影响，宣传动员群众，团结驻地附近的开明士绅，为建立中共政权作准备。1939年12月29日，肖永智带骑兵团在东阿至聊城公路王小楼段伏击日军运兵车，全歼日军宣抚官及随行小队。1940年5月，先遣纵队与筑先纵队合编为一二九师新编第八旅，张维翰任旅长，肖永智任政治委员，进入冀南地区坚持抗日斗争，并兼任冀南军区第三军分区政治委员。1940年8月百团大战期间，八路军冀南军区部队攻打肥乡，肖永智和赵健民率一个营在邯郸以东10多公里的公路上挖沟，准备狙击邯郸方向的增援敌军。中午邯郸日军到达路沟处，肖永智则得知主力部队攻打肥城受阻，因而改原定狙击方案为杀伤敌军后撤离。8月4日至12日，肖永智率旅配合新四旅、新七旅在朝城西南、冠县以东、堂邑以南等地，攻击齐子修、刘金岭部国民政府武装，取得大量战果。1941年，肖永智到中共北方局党校学习。1943年7月，任冀南军区七分区政治委员兼地委书记。1943年10月21日，在陈官营战斗中牺牲，年仅28岁。

## 纪念
1943年10月，战斗几天后，冀南军区第七分区在朝城丈八寺举行“肖永智同志追悼会”，军分区司、政机关，第二十二团、基干团的干部战士，驻地附近的群众参加，第七分区司令员赵健民致悼词。
1943年11月，冀南军区为纪念肖永智，在馆陶县城以南、卫河以东、冠县西北地区设永智县。1945年日本投降后，冠县县大队的二、四连和永智县县大队的5个连在冠县城内合编为“永智支队”。1945年8月，冠县并入永智县，县政府驻今冠城镇。1945年12月，永智县改称冠县。1946年1月，清平县更名为永智县，1949年8月恢复清平县旧称。
1956年，肖永智烈士遗骨从丈八寺迁到河北邯郸晋冀鲁豫烈士陵园。莘县丈八的鲁西北革命烈士陵园仍建有萧永智墓碑。2014年9月1日，肖永智被中華人民共和國民政部、退役军人事务部公布为“著名抗日英烈”。

## 家庭

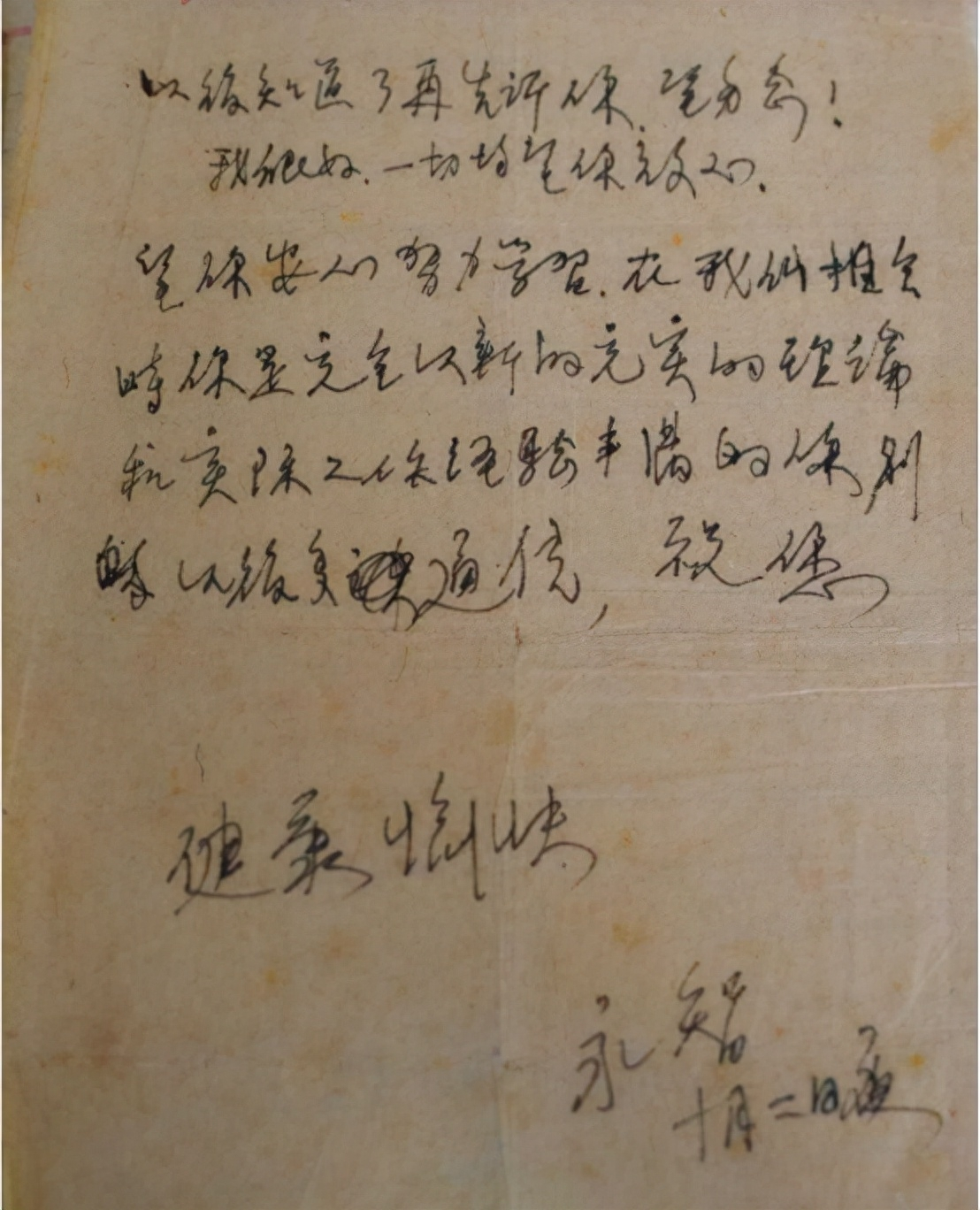
肖永智1943年10月2日给妻子的家书

肖永智妻子魏敏与他是在冀南结识，在妇女救国联合会工作。儿子肖良发生活在有“中原将军第一村”美称的箭厂河乡油榨湾村。

## 备注
1. ↑  一说生于1916年[1]，也有资料记为生年不详[3]
2. ↑  一说1929年起担任通讯员[1]
3. ↑  一说15岁加入红军[3]
4. ↑  一说1940年6月[1]
5. ↑  一说1944年10月牺牲[5]
6. ↑  一说牺牲于1943年9月23日[4][1]，综合各类资料，当为农历九月廿三日错记为公历日期
7. ↑  一说27岁[7]